# احد مظفری کاکاوند
احد مظفری کاکاوند (کاکاوندی)  (زاده ۱۳۱۰ کرمانشاه - ) از نقاشان معاصر  ایرانی است. وی علاوه بر نقاشی، آثار سفالی، نقش برجسته و حجمی را در کارنامه خود دارد. او پدر آرش مظفری معمار معاصر می‌باشد.
اکنون افزون بر هفتاد سال است احد مظفری کاکاوندی عمر به پای هنرش گذاشته است. خانواده اش از ملاکین بزرگ کرمانشاه بودند اما از کودکی تربیت در جوار دایه اش یک سر روحیه و سرنوشتی متفاوت را برای او رقم زد. او بخش مهمی از هنرش را در جستجوی نقوش غارهای انسان‌های نخستین کرمانشاه و لرستان و بختیاری پیدا کرد و این گونه بود که نقاشی‌های انسان‌های غارنشین وی متولد شدند. آثاری که به گفتۀ کاکاوندی بازگشت به مبدأ و ابتدای بشریت هستند. او که عاشق ایران و ادبیات آن است، تغزلی شاعرانه و ایرانی به آدم‌های نقاشی‌هایش بخشید. کاکاوندی را باید هنرمندی وفادار به سنت‌ها و فرهنگ سرزمینش و برخاسته و برآمدۀ تاریخ هنر ایران دانست. مجموعۀ نقاشی‌های غارنشینی در دو دورۀ زندگی هنری او فراهم آمده‌اند: کارهایی که در ایام جوانی کشیده؛ و آثاری که به دوران پختگی او مربوط هستند. هر دو دوره، حال و هوا و ارزش خود را دارند و در نهایت نقوشی زیبا و ماندگارند که با بیانی مدرن به پیشواز گذشته‌های بسیار دور زیست ما انسان‌ها برده‌اند. آنچه در آثار او می بینیم  پیش از آنکه اصرار بر احیای سنت و تاریخ ایران باشد دلبستگی کسی است که در محیطی مملو از تاریخ و رایحه ی قدیم خود-آموخته شد.
اوایل دهه سی بود که به تهران مهاجرت کرد و به شکل حرفه ای متوجه مصور سازیهای قاجاری شد و در محضر اساتیدی چون حسین بهزاد ، تجویدی، زاویه و اساتیدی در این سبک از نقاشی تبحر یافت. دهه ی سی دهه توسعه ی آموخته هایش بود. بی‌گمان الفت و دوستی عمیق او با ژازه تباتبایی و سبک متفاوت و شگفت ژازه در بیان مدرنی که مظفری جوان برای ایده‌های پرشور سال‌های بعدش داشت، بی‌تأثیر نبود.
حوالی سالهای ۳۴ بود که در حکایت رنگ دقیق شد . او تفحص در رنگ را نه تنها به عنوان یکی از عناصر ساختاری نقاشی بلکه به عنوان ماده ای شیمیایی همراه شیوه ی ساخت و کیفیت و میزان مواد متشکله ی آن ادامه داد و تا به امروز همچنان با رنگ هایی که خود می سازد آثارش را به نقش می کشد. نتیجه اینکه عنصر رنگ در مجموعۀ کارهای متنوع او، از گل و مرغ و قهوه‌خانه گرفته تا خطوط میخی و نمادهای باستانی که می‌آفریند، جلوه و ویژگی منحصر به فردی به خود گرفته‌اند.
درکنار این تقلاها در نقاشی غرب تفحص کرد. شیوه ی نقاشی معاصر غربی نزد او از رایحه ی باستان بیدار می شد. آمیخته ای از ترکیب های بر گرفته همجواری و همپوشانی اشیا و هیکل انسانی و جانوری که از لمحه های دفرماسیون های بدوی روشن می شد. شکلی بدوی، قبیله ای آمیخته با نقل یا شیوه ای از قصه گویی که در مکانیزم روایتش بیشتر شبیه کتیب ها و حجاریهایی است که از اقلیمی دور در ذهن او نقش بسته است. او در نهایت  نقاشی است، که آگاهیش را نقاشی میکند. نقاش شگفتیهای قدیم است. در هر قالبی که باشد چه باز تولید چه ابداع. 
بخشی از آثار وی مجسمه هاست . مجسمه هایی که جز تعداد اندکی از آنها به جای نمانده است. در حوزه ی هنر دیکوریتیو آثار کثیری در قالب مبلمان و اثاثیه به جا مانده که بیشتر وجهه ی درآمد زاییشان مد نظر بوده است.
احد مظفری ده ها نمایشگاه‌ به صورت گروهی یا انفرادی در نگارخانه‌های مختلف برگزار کرده‌است.
او نقاشی چیره دست، خبره ای خود آموخته و سرد وگرم چشیده ای است که در آستانه 92 سالگی هنوز دست توانمندش با قلم مو آشناست 